# Châtillon-sur-Colmont
Châtillon-sur-Colmont is een gemeente in het Franse departement Mayenne (regio Pays de la Loire). De plaats maakt deel uit van het arrondissement Mayenne. Châtillon-sur-Colmont telde op 1 januari 2022 960 inwoners.

## Geografie
De oppervlakte van Châtillon-sur-Colmont bedroeg op 1 januari 2022 39,62 vierkante kilometer; de bevolkingsdichtheid was toen 24,2 inwoners per km².

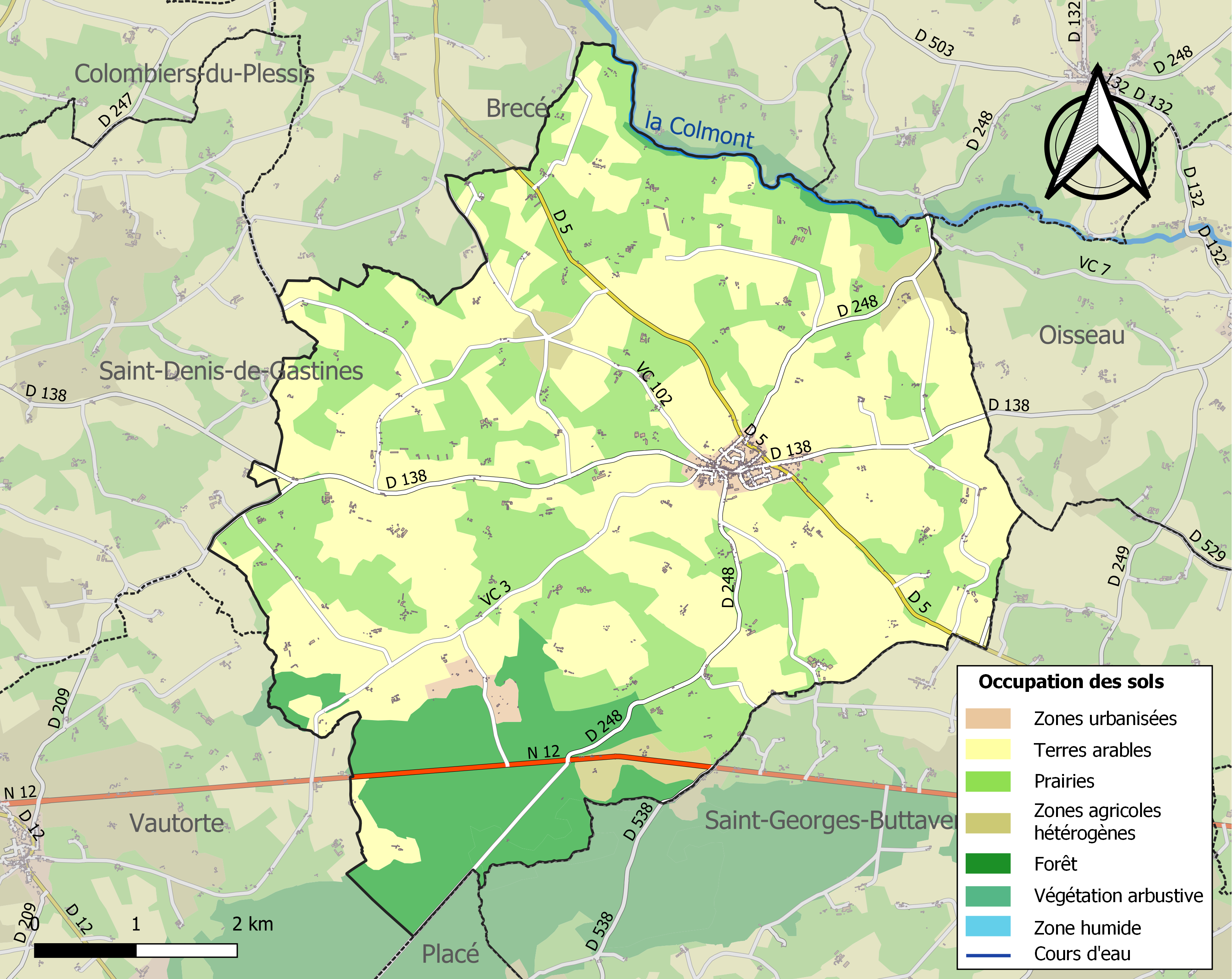
Kaart van de gemeente met de belangrijkste infrastructuur, bodemgebruik en omliggende gemeenten

## Demografie
Onderstaande figuur toont het verloop van het inwonertal (bron: INSEE-tellingen).